# Octodeciljard
Octodeciljard är talet 10111 i tiopotensnotation, och kan skrivas med en etta följt av 111 nollor, alltså
1 000 000 000 000 000 000 000 000 000 000 000 000 000 000 000 000 000 000 000 000 000 000 000 000 000 000 000 000 000 000 000 000 000 000 000 000 000.
Ordet octodeciljard kommer från det latinska prefixet octodeca- (arton) och med ändelse från miljard.
En octodeciljard är lika med en miljon septendeciljarder eller en miljondel av en novemdeciljard.
En octodeciljarddel är 10−111 i tiopotensnotation.